# Водопад Честна
Водопад Честна е природна забележителност в България. Разположена е в землището на Якоруда.
Разположена е на площ 10 ha. Обявена е на 20 май 1985 г. с цел опазване на водопад.
На територията на природната забележителност се забраняват:
- всякакви дейности, които водят до повреждане или унищожаване на дърветата
- късането или изкореняването на растенията
- влизането, лагеруването, преминаването и паркирането на моторни превозни средства
- разкриването на кариери, провеждането на минно-геоложки и други дейности, с които се поврежда или изменя както естествения облик на местността, така и на водния и режим
- извеждането на сечи, освен санитарни
- всякакво строителство.[1]